# Cincinnati Bengals 2024
La stagione 2024 dei Cincinnati Bengals è stata la 57ª della franchigia, la 55ª nella National Football League, la sesta con Zac Taylor come capo-allenatore

## Scelte nel Draft 2024
| Scelte dei Bengals nel Draft 2024 |        |                   |       |             |
| Giro                              | Scelta | Giocatore         | Ruolo | College     |
| 1                                 | 18     | Amarius Mims      | OT    | Georgia     |
| 2                                 | 49     | Kris Jenkins      | DT    | Michigan    |
| 3                                 | 80     | Jermaine Burton   | WR    | Alabama     |
| 3                                 | 97     | McKinnley Jackson | DT    | Texas A&M   |
| 4                                 | 115    | Erick All         | TE    | Iowa        |
| 5                                 | 149    | Josh Newton       | CB    | TCU         |
| 6                                 | 194    | Tanner McLachlan  | TE    | Arizona     |
| 6                                 | 214    | Cedric Johnson    | DE    | Mississippi |
| 7                                 | 224    | Daijahn Anthony   | S     | Mississippi |
| 7                                 | 237    | Matt Lee          | C     | Miami       |

## Staff
| Staff dei Cincinnati Bengals |
| --- |
| Organi dirigenziali - Presidente/General Manager – Mike Brown - Vice presidente esecutivo – Katie Blackburn - Vice presidente – Troy Blackburn - Vice presidente del personale dei giocatori – Paul Brown Jr. - Direttore del personale professionistico – Duke Tobin - Dirigente del personale – Bill Tobin - Dirigente del personale senior – Trey Brown - Direttore degli osservatori del college – Mike Potts - Direttore degli osservatori dei professionisti – Steven Radicivec Capo allenatore - Zac Taylor - Assistente c.a./coordinatore special team – Darrin Simmons Altri allenatori - Preparatore atletico – Joey Boese - Assistente p.a. – Todd Hunt - Assistente p.a. – Garrett Swanson Allenatori dell'attacco - Coordinatore offensivo – Brian Callahan - Quarterback – Dan Pitcher - Assistente quarterback – Brad Kragthorpe - Running back – Justin Hill - Wide receiver – Troy Walters - Tight end – James Casey - Offensive line/coordinatore gioco sulle corse – Frank Pollack - Assistente offensive line – Derek Frazier - Assistente attacco – Fredi Knighten Allenatori della difesa - Coordinatore difensivo – Lou Anarumo - Defensive line – Marion Hobby - Linebacker – James Bettcher - Assistente linebacker – Jordan Kovacs - Linea secondaria/cornerback – Charles Burks - Linea secondaria/safety – Robert Livingston - Assistente difesa senior – Mark Duffner - Controllo qualità difesa – Louie Cioffi Allenatori dello special team - Assistente special team – Colt Anderson |

## Roster
| Roster dei Cincinnati Bengals |
| --- |
| Quarterback - 6 Jake Browning - 9 Joe Burrow Running Back - 30 Chase Brown - 34 Khalil Herbert - 36 Kendall Milton - 32 Trayveon Williams Wide Receiver - 81 Jermaine Burton - 1 Ja'Marr Chase - 5 Tee Higgins - 80 Andrei Iosivas - 16 Trenton Irwin - 15 Charlie Jones - -- Isaiah Williams Tight End - 88 Mike Gesicki - 87 Tanner Hudson - 84 Tanner McLachlan - 89 Drew Sample Offensive Linemen - 75 Orlando Brown Jr. T - 65 Alex Cappa G - 61 Cody Ford G - 64 Ted Karras C - 62 Matt Lee C - 71 Amarius Mims T - 73 Andrew Stueber T - 67 Cordell Volson G Defensive Linemen - 91 Trey Hendrickson DE - 92 B.J. Hill DT - 94 Sam Hubbard DE - 68 McKinnley Jackson DT - 90 Kris Jenkins DT - 52 Cedric Johnson DE - 99 Myles Murphy DE - 58 Joseph Ossai DE - 98 Sheldon Rankins DT - 97 Jay Tufele DT Linebacker - 49 Joe Bachie MLB - 59 Akeem Davis-Gaither OLB - 45 Maema Njongmeta MLB - 57 Germaine Pratt OLB - 55 Logan Wilson OLB Defensive Back - 26 Tycen Anderson FS - 33 Daijahn Anthony S - 27 Jordan Battle SS - 24 Vonn Bell SS - 21 Mike Hilton CB - 38 D.J. Ivey CB - 28 Josh Newton CB - 22 Geno Stone FS - 29 Cam Taylor-Britt CB - 20 D.J. Turner CB Special Team - 48 Cal Adomitis LS - 2 Evan McPherson K - 8 Ryan Rehkow P Lista delle riserve - 83 Erick All TE (IR) - 77 Trent Brown T (IR) - 25 Chris Evans RB (IR) - 23 Daxton Hill CB (IR) - 60 Jaxson Kirkland G (IR) - 31 Zack Moss RB (IR) - 39 Lance Robinson CB (IR) - 96 Cameron Sample DE (IR) - 70 D'Ante Smith T (IR) Squadra di allenamento - 40 Micah Abraham CB - -- Gary Brightwell RB - 41 Nate Brooks CB - 17 Cole Burgess WR - 76 Devin Cochran T - 79 Andrew Coker T - 35 Jalen Davis CB - 85 Cam Grandy TE - 50 Shaka Heyward MLB - 63 Trey Hill C - -- Raymond Jackson DB - 56 Raymond Johnson III DE - 37 PJ Jules SS - 66 Tashawn Manning G - 19 Kendric Pryor WR - 53 Justin Rogers DT - 11 Logan Woodside QB Roster aggiornato al 11 novembre 2024 53 attivi, 9 inattivi, 17 nella squadra di allenamento |
| Legenda - I rookie sono in corsivo. - Il primo ruolo è il principale mentre gli eventuali successivi indicano i ruoli secondari. - (IR) sta per Injured Reserve ed indica la lista ristretta per un solo giocatore infortunato che può tornare ad allenarsi dopo la settimana 6 e a rientrare in prima squadra dopo che questa ha giocato 8 partite. - (NF-Inj.) / (NF-Ill.) stanno rispettivamente per Non-Football Injured e Non-Football Illness ed indicano le liste dove viene inserito un giocatore che ha un infortunio o una malattia non dipendente dal football americano. - (PUP) sta per Physically Unable to Perform ed indica la lista dove viene inserito un giocatore mentre è in attesa di recuperare la condizione fisica. Nella stagione regolare dopo la sesta partita giocata dalla propria squadra, il giocatore ha tempo tre settimane per riprendere ad allenarsi, più tre settimane aggiuntive dal suo rientro agli allenamenti per rientrare in prima squadra. |

## Precampionato
Le gare del precampionato furono annunciate insieme al calendario della stagione regolare.
| Precampionato |           |           |                      |           |        |                |                              |         |
| Settimana     | Data      | Ora (ET)  | Avversario           | Risultato | Record | Stadio         | TV                           | Sintesi |
| 1             | 10 agosto | 7:00 p.m. | Tampa Bay Buccaneers | S 14-17   | 0-1    | Paycor Stadium | Bengals Preseason TV Network | Sintesi |
| 2             | 17 agosto | 1:00 p.m. | @ Chicago Bears      | S 3-27    | 0-2    | Soldier Field  | Bengals Preseason TV Network | Sintesi |
| 3             | 22 agosto | 8:00 p.m. | Indianapolis Colts   | S 14-27   | 0-3    | Paycor Stadium | Prime Video                  | Sintesi |

## Stagione regolare

### Calendario
Il 15 maggio 2024 fu annunciato il calendario della stagione regolare. Data e orario della gara di settimana 18 furono definiti il 29 dicembre, subito dopo lo svolgimento del diciassettesimo turno.
| Stagione regolare |                    |                    |                            |                    |                    |                         |                    |                    |
| Settimana         | Data               | Ora (ET)           | Avversario                 | Risultato          | Record             | Stadio                  | TV                 | Sintesi            |
| 1                 | 8 settembre        | 1:00 p.m.          | New England Patriots       | S 10-16            | 0-1                | Paycor Stadium          | CBS                | Sintesi            |
| 2                 | 15 settembre       | 4:25 p.m.          | @ Kansas City Chiefs       | S 25-26            | 0-2                | Arrowhead Stadium       | CBS                | Sintesi            |
| 3                 | 23 settembre       | 8:15 p.m.          | Washington Commanders (M)  | S 33-38            | 0-3                | Paycor Stadium          | ABC                | Sintesi            |
| 4                 | 29 settembre       | 1:00 p.m.          | @ Carolina Panthers        | V 34-24            | 1-3                | Bank of America Stadium | Fox                | Sintesi            |
| 5                 | 6 ottobre          | 1:00 p.m.          | Baltimore Ravens           | S 38-41 (DTS)      | 1-4                | Paycor Stadium          | CBS                | Sintesi            |
| 6                 | 13 ottobre         | 8:20 p.m.          | @ New York Giants (S)      | V 17-7             | 2-4                | MetLife Stadium         | NBC                | Sintesi            |
| 7                 | 20 ottobre         | 1:00 p.m.          | @ Cleveland Browns         | V 21-14            | 3-4                | Huntington Bank Field   | CBS                | Sintesi            |
| 8                 | 27 ottobre         | 1:00 p.m.          | Philadelphia Eagles        | S 17-37            | 3-5                | Paycor Stadium          | CBS                | Sintesi            |
| 9                 | 3 novembre         | 1:00 p.m.          | Las Vegas Raiders          | V 41-24            | 4-5                | Paycor Stadium          | Fox                | Sintesi            |
| 10                | 7 novembre         | 8:15 p.m.          | @ Baltimore Ravens (T)     | S 34-35            | 4-6                | M&T Bank Stadium        | Prime Video        | Sintesi            |
| 11                | 17 novembre        | 8:20 p.m.          | @ Los Angeles Chargers (S) | S 27-34            | 4-7                | SoFi Stadium            | NBC                | Sintesi            |
| 12                | Settimana di pausa | Settimana di pausa | Settimana di pausa         | Settimana di pausa | Settimana di pausa | Settimana di pausa      | Settimana di pausa | Settimana di pausa |
| 13                | 1º dicembre        | 1:00 p.m.          | Pittsburgh Steelers        | S 38-44            | 4-8                | Paycor Stadium          | CBS                | Sintesi            |
| 14                | 9 dicembre         | 8:15 p.m.          | @ Dallas Cowboys (M)       | V 27-20            | 5-8                | AT&T Stadium            | ESPN/ABC           | Sintesi            |
| 15                | 15 dicembre        | 1:00 p.m.          | @ Tennessee Titans         | V 37-27            | 6-8                | Nissan Stadium          | Fox                | Sintesi            |
| 16                | 22 dicembre        | 1:00 p.m.          | Cleveland Browns           | V 24-6             | 7-8                | Paycor Stadium          | Fox                | Sintesi            |
| 17                | 28 dicembre        | 4:30 p.m.          | Denver Broncos             | V 30-24 (DTS)      | 8-8                | Paycor Stadium          | NFL Network        | Sintesi            |
| 18                | 4 gennaio          | 8:00 p.m.          | @ Pittsburgh Steelers      | V 19-17            | 9-8                | Acrisure Stadium        | ESPN/ABC           | Sintesi            |

Note:
- Gli avversari della propria division sono in grassetto.
- Il simbolo "@" indica una partita giocata in trasferta.
- (M) indica il Monday Night Football, (T) il Thursday Night Football e (S) il Sunday Night Football.

## Premi

### Premi settimanali e mensili
- Joe Burrow:

quarterback della settimana 5
quarterback della settimana 9
quarterback della settimana 10
giocatore offensivo della AFC del mese di novembre
giocatore offensivo della AFC della settimana 17
quarterback della settimana 17
giocatore offensivo della AFC del mese di dicembre/gennaio
- Ja'Marr Chase:

running back della settimana 5
running back della settimana 10
giocatore offensivo della AFC della settimana 14
- Charlie Jones:

giocatore degli special team della AFC della settimana 7
- Trey Hendrickson:

difensore della AFC della settimana 9
difensore della AFC della settimana 18
- Tee Higgins:

running back della settimana 17